# Елабужское викариатство
Елабужское викариатство — викариатство Казанской епархии Русской православной церкви.

## История
23 декабря 1921 года по представлению Сарапульского и Елабужского епископа Алексия (Кузнецова) вышел указ Священного Синода о назначении настоятеля Троицкой церкви в Сарапуле протоиерея Николая Анисимова после пострижения в монашество епископом Елабужским, викарием Сарапульской епархии. 21 января 1922 года он пострижен в монашество с именем Георгий, а 12 февраля того же года хиротонисан во епископа.
В составе Елабужского викариатства Сарапульской епархии после 1921 года было образовано восемь благочиннических округов. В то время викариатству еще номинально принадлежали пять огромных великолепных храмов в Елабуге: Спасский собор, Покровская церковь, Николаевская церковь, Троицкая церковь и Казанско-Богородицкий храм в женском монастыре. Резолюцией Святейшего Патриарха в январе 1925 года Спасский собор получил наименование кафедрального.
В 1929 году Елабужское викариатство стало частью Казанской епархии. Однако уже в середине 1920-х годов XX века Елабужский Казанский женский монастырь и приходские храмы города и Елабужского кантона подчинялись Казанским архиереям.
После того, как в 1930 году Спасский собор был закрыт властями, кафедра епископа Елабужского была перенесена в Покровскую церковь, которая теперь по праву получила наименование собора.
11 августа 1933 года на Елабужскую кафедру получил назначение епископ Александр (Раевский), который в Елабугу не прибыл, в связи с чем 15 марта 1934 года был переведён на Кустанайсккую кафедры. Других назначений на Елабужское викариатство не последовало.
30 августа 2019 года решением Священного Синода викариатство было возобновлено в связи с назначением епископа Иннокентия (Васецкого) викарием Казанской епархии с титулом «Елабужский».
1 февраля 2021 года в состав викариатства вошли приходы Казанской епархии, расположенные на территории Елабужского, Менделеевского и Агрызского районов Республики Татарстан, и Елабужский Казанско-Богородицкий женский монастырь.
С 2022 года кафедра вдовствовала, а в 2024 году наименование кафедрального города епархии вошло в титул епархиального архиерея (Набережночелнинский и Елабужский) созданной Набережночелнинской епархии.

## Епископы
Елабужское викариатство Сарапульской епархии
- 12 февраля 1922 — 4 марта 1925 — Георгий (Анисимов)
- 4 марта 1925—1929 — Ириней (Шульмин)

Елабужское викариатство Казанской епархии
- 1929 — 2 июля 1930 — Ириней (Шульмин)
- 14 декабря 1930 — 24 августа 1933 — Палладий (Шерстенников)
- 11 августа 1933 — 15 марта 1934 — Александр (Раевский)
- 30 августа 2019 — 27 мая 2022 — Иннокентий (Васецкий)

```
Далее см. 
Набережночелнинская и Елабужская
 епархия. 
```